# VVH
VVH (Vrouwen Voetbal Heuvelrug) een Nederlandse amateurvoetbalclub uit Amerongen in de provincie Utrecht, opgericht in 2020. De club speelt op Sportpark De Burgwal in Amerongen.
Op dit moment heeft de vereniging geen teams is competitie.

## osv Amerongen
VVH werkt vanaf augustus 2020 samen met DVSA en Hemur Enge in omnisportvereniging Amerongen.  
De oprichting van vrouwenvoetbalvereniging - Vrouwen Voetbal Heuvelrug (VVH) gebeurde na de fusie van korfbalvereniging Hemur Enge en voetbalvereniging DVSA. 
Tijdens het voorjaar van 2020 hebben de besturen van DVSA en Hemur Enge hun leden geraadpleegd voor een intensieve samenwerkingen tussen beide verenigingen. Dit is met een overwegende meerderheid aangenomen. Binnen osv Amerongen hebben alle verenigingen hun eigen bestuur en verantwoordelijkheid. 
Per 1 augustus 2020 hebben de verenigingen hun intrek genomen in hetzelfde clubhuis en zijn de besturen samengevoegd en is VVH opgericht als aanwinst voor de regio. In het voorjaar van 2024 is besloten om het clubgebouw van Hemur Enge weer in gebruik te nemen om zo de eigen korfbal-identiteit te kunnen behouden.